# Tauroscopa notabilis
Tauroscopa notabilis là một loài bướm đêm trong họ Crambidae.